# Autobahnkreuz Duisburg-Nord
Das Autobahnkreuz Duisburg-Nord (Abkürzung: AK Duisburg-Nord; Kurzform: Kreuz Duisburg-Nord) ist ein Autobahnkreuz in Nordrhein-Westfalen in der Metropolregion Rhein-Ruhr. Es verbindet die Bundesautobahn 42 (Emscherschnellweg) mit der Bundesautobahn 59 (Duisburg – Bonn).

## Geografie
Das Autobahnkreuz liegt auf dem Stadtgebiet von Duisburg, im Stadtbezirk Meiderich/Beeck. Nächstgelegene Stadtteile sind Alt-Hamborn, Beeck, Bruckhausen und Meiderich. Es befindet sich etwa 5 km nördlich der Duisburger Innenstadt, etwa 8 km westlich von Oberhausen und etwa 20 km nordwestlich von Essen.
Südöstlich des Kreuzes schließt sich der Landschaftspark Duisburg-Nord an.
Das Autobahnkreuz Duisburg-Nord trägt auf der A 42 die Anschlussstellennummer 6, auf der A 59 ebenfalls.

## Bauform und Ausbauzustand
Die A 59 ist vierstreifig ausgebaut, die A 42 ist sechsstreifig ausgebaut. Alle Verbindungsrampen sind einspurig ausgeführt.
Das Autobahnkreuz wurde als Turbine mit indirekter Rampe angelegt. Auf der A 59 bildet das Kreuz zusammen mit der AS Duisburg-Althamborn eine Doppelanschlussstelle.

## Verkehrsaufkommen
Das Kreuz wurde im Jahr 2015 täglich von rund 155.000 Fahrzeugen befahren.
| Von                        | Nach                         | Durchschnittliche tägliche Verkehrsstärke | Durchschnittliche tägliche Verkehrsstärke | Durchschnittliche tägliche Verkehrsstärke | Anteil Schwerlastverkehr | Anteil Schwerlastverkehr | Anteil Schwerlastverkehr |
| Von                        | Nach                         | 2005                                      | 2010                                      | 2015                                      | 2005                     | 2010                     | 2015                     |
| -------------------------- | ---------------------------- | ----------------------------------------- | ----------------------------------------- | ----------------------------------------- | ------------------------ | ------------------------ | ------------------------ |
| AS Duisburg-Beeck (A 42)   | AK Duisburg-Nord             | 78.300                                    | 66.100                                    | 86.100                                    | 12,3 %                   | 11,6 %                   | 13,4 %                   |
| AK Duisburg-Nord           | AS Duisburg-Neumühl (A 42)   | 94.900                                    | 68.400                                    | 99.600                                    | 12,4 %                   | 12,3 %                   | 17,4 %                   |
| AS Duisburg-Hamborn (A 59) | AK Duisburg-Nord             | 88.700                                    | 71.500                                    | 54.300                                    | 04,1 %                   | 04,5 %                   | 04,0 %                   |
| AK Duisburg-Nord           | AS Duisburg-Meiderich (A 59) | 88.900                                    | 74.600                                    | 70.000                                    | 07,0 %                   | 05,9 %                   | 07,5 %                   |